# Памятник павшим рабочим верфи
Памятник павшим рабочим верфи (пол. Pomnik Poległych Stoczniowców 1970) — монумент в виде трёх крестов с якорями, установленный в память о жертвах волнений в Польше 1970 года и стоящий в 30 метрах от места гибели первых трёх жертв.
Идея создания памятника была выдвинута ещё в 1971 году, но её реализация стала возможна лишь после подписания исторических Гданьских соглашений 31 августа 1980 года. Проект памятника принадлежал рабочим Гданьской судоверфи и группе художников — Богдану Петрушке, Веславу Шисляку, Роберту Пеплиньскому и Эльжбете Щодровской. Проект был одобрен Межзаводским забастовочным комитетом под председательством Леха Валенсы. Полностью поддержал идею директор верфи Клеменс Гнех. (И Валенса, и Гнех сами участвовали в декабрьских событиях 1970.) Строительством монумента занималась бригада рабочих верфи.
Памятник был открыт 16 декабря 1980 года, сопровождаемый премьерой реквиема Lacrimosa композитора Кшиштофа Пендерецкого, написанного в том же году.
В 1980-х годах перекрёсток, на котором располагается монумент, служил отправной точкой для демонстраций «Солидарности».